# Thomas Mitchell (podróżnik)
Thomas Mitchell (ur. 16 maja 1792 w Craigend, zm. 5 października 1855 w Sydney) – szkocki podróżnik i geodeta, badacz Australii. W latach 1811–1814 służył w wojskowej szkole geodezyjnej. W latach 1831–1847 odbył wiele wypraw do wnętrza wschodniej Australii, badając system rzeczny tworzony przez rzeki rzeki Murray i Darling, odkryty przez Charlesa Sturta. W 1835 założył Fort Bourke, z którego później rozwinęło się miasto Bourke. W 1836 odkrył dzisiejszy stan Wiktoria, który nazwał Australią Szczęśliwą.
W drugiej połowie lat czterdziestych XIX wieku pełnił funkcję głównego geodety Nowej Południowej Walii.
Jego nazwiskiem nazwano okręg wyborczy w Nowej Południowej Walii.
Napisał m.in.:
- Three Expeditions into the Interior Australia (1839)
- Journal of an Expedition into the Interior Australia (1848)
- The Australian Geography (1850)